# Gießerei-Industrie
Unter Gießerei-Industrie versteht man alle der direkten und indirekten Produktion von Gussprodukten zugehörigen Betriebe. Dies sind wesentlich die Zulieferbetriebe sowie die Gießereien selbst.  

## Grundlagen
Traditionell wird der Produktausstoß von Gießereien in Tonnage gemessen und nach Eisen- sowie Nicht-Eisen-Produkten (NE) unterteilt, das bekannteste NE-Produkt ist Aluminium. Deutschland liegt bei der weltweiten Produktion von Gießerei-Produkten hinter China, den USA und Indien und liefert sich seit Jahren ein Kopf-an-Kopf-Rennen mit Japan um die Plätze 4 und 5. Der Anteil der Gießerei-Industrie in Deutschland an der gesamten volkswirtschaftlichen Wertschöpfung beträgt rund 1 %, wenngleich Gießerei-Produkte in sehr vielen Endprodukten vorhanden sind und sie erst ermöglichen. Im Jahr 2018 betrug der Umsatz der Gießerei-Industrie in Deutschland 15,2 Mrd.€. 93 % der Betriebe sind Mittelstandsbetriebe mit bis zu 500 Mitarbeitern. Auch für die mit der Energiewende vorangetriebene Umstellung auf regenerative Stromerzeugung erforderlichen Produkte kommt das Verfahren Gießen zum Tragen, beispielsweise in Wind-Energie-Anlagen und bei Komponenten der Elektromobilität im Fahrzeugbau.

## Organisation
In Deutschland ist die Gießerei-Industrie durch den Bundesverband der Deutschen Gießerei-Industrie organisiert. Erstmals organisierte sich die Gießerei-Industrie bereits 1869, also noch vor der Reichseinigung nach dem Frankreich-Krieg 1870/71. Am 12. Juli 1869 schlossen sich 14 Betriebe zum Verein deutscher Eisengießeren (VDE) zusammen. Mit der Unterzeichnung der Satzung war der erste deutsche wirtschaftliche Verein, ein Wirtschaftsverband, geschaffen. Mit der Giesserei gab sich der VDE ab 1914 ein publizistisches Organ, das bis heute existiert und als branchenführend gilt.